# Curling na Zimskih olimpijskih igrah 2006
Tekmovanja iz curlinga na Zimskih olimpijskih igrah 2006 so potekala od 13. do 23. februarja v Pinerolu.

## Medalje

### Moški
| Medalja | Ekipa                                                                                      |
| ------- | ------------------------------------------------------------------------------------------ |
| Zlato   | Kanada (Brad Gushue, Mark Nichols, Russ Howard, Jamie Korab, Mike Adam)                    |
| Srebro  | Finska (Markku Uusipaavalniemi, Wille Mäkelä, Kalle Kiiskinen, Teemu Salo, Jani Sullanmaa) |
| Bron    | ZDA (Pete Fenson, Shawn Rojeski, Joseph Polo, John Shuster, Scott Baird)                   |

### Ženske
| Medalja | Ekipa                                                                                  |
| ------- | -------------------------------------------------------------------------------------- |
| Zlato   | Švedska (Anette Norberg, Eva Lund, Cathrine Lindahl, Anna Svärd, Ulrika Bergman)       |
| Srebro  | Švica (Mirjam Ott, Binia Beeli, Manuela Kormann, Michèle Moser, Valeria Spälty)        |
| Bron    | Kanada (Shannon Kleibrink, Amy Nixon, Glenys Bakker, Christine Keshen, Sandra Jenkins) |